# جيف ميريك
جيف ميريك (بالإنجليزية: Geoff Merrick)‏ (29 أبريل 1951 ببرستل في المملكة المتحدة - ) هو لاعب كرة قدم بريطاني في مركز الدفاع. لعب مع نادي بريستول سيتي ونادي غلوستر سيتي.

## وصلات خارجية
- جيف ميريك على موقع قاعدة بيانات كرة القدم.إي يو (الإنجليزية)